# ヘルマン・フローン
ヘルマン・フローン（独: Hermann Flohn, 1912年2月19日 - 1997年6月23日）は、ドイツの気象学者、気候学者、地理学者。20世紀を代表する気候学者として知られる。
総観気候学と動気候学を大成し、大気大循環という気候システムを元に気候区分を試みた。特にアジアのモンスーンの研究は名高く、エルニーニョなど現在の地球規模での気象現象に関する研究でも欠かせないものとなっている。ボン大学の学生からはモンスーン・フローンとあだ名を付けられた。

## 生涯
フランクフルト・アム・マインの生まれ。フランクフルト大学を22歳で卒業。大学では気象学や地球物理学、地理学を学ぶ。この頃は就職状況が悪く、各地で気象学の無給の助手として働くなど下積みが続いた。1934年に地形学に関する論文で博士の学位取得。28歳の時、ライプツィヒで大気構造に関する分析を行う仕事に従事することができ、一つの転機となった。
1942年2月には「日本への3つの直行空路に関する天気と高層風の研究」という極秘研究を行い、その解析結果はベルリンの日本大使を介して日本に伝えられ、航研機の日本からドイツへの飛行ルートとして採用された。この航研機による日独間の直行は失敗したが、この研究によってチベット高原の加熱作用とインドのモンスーンの関係など重要な発見があり、戦後に8本の論文にまとめて公表された。同年、「ドイツの天候と気候」がドイツ地誌学研究41号で発表される。
1946年にバート・キッシンゲンの気象台に移り、1952年からはオッフェンバッハで研究部長となった。1950年には「ドイツ気象台報告」18号にて大気大循環モデルや東アジアのモンスーンに関する論文を掲載した。このうち、大気大循環モデルは日本気象学会が世界の古典となるべき論文を集めた「セレクテッドペイパーズ」に収録されたが、フローン自身は「日本気象学会が取り上げてくれたのは嬉しいが、どうして"アジアの季節風"の部分ではないのだろうか」と日本の気候学者・吉野正敏に語った。1954年には「中部ヨーロッパの天候気候学」（Witterung und Klima in Mitterleuropa）を「地誌学研究」78巻で発表。矢沢大二は同書を『地理学評論』にて、掲載された図に地図類がなく、理解がしがたいところがあったり
参考文献と本文の対照がなされていないなどの欠陥はあるものの、「近代気候学（著者によれば天候気候学）の立場を特に明瞭に主張している代表的な書であつて,その内容は今後の気候学研究に貴重な多くの示唆を与えている.」と評価した。
後にヴュルツブルク大学の地理学助教授に就任、1961年にはカール・トロールらの推薦により、ボン大学気象学教室の主任教授に就任。当地はレーダーなどを装備し、世界有数の気象学教室となっていった。1973年にドイツ連邦共和国功労勲章、1986年にWMO賞を受賞するなど、各種の賞や栄誉を得た。1960年代末頃からは気候変動と人間活動との関係にも関心を持ち始め、退官の前年である1976年には筑波大学で開かれた「気候変動と食糧生産」というシンポジウムで、当時日本のマスメディアが気温低下傾向を背景に「氷河期が来るか」とこぞって報じていた中で地球温暖化を論じた。1977年に定年退官、名誉教授となる。1995年にはヴュルツブルク大学から名誉博士の称号を受けた。1997年にボンにて85歳で死去。生涯に執筆した気候学の論文は447本だった。1985年コテニウス・メダル受賞。